# Luis Ángel de las Heras Berzal
Luis Ángel de las Heras Berzal, C.M.F. (Segóvia, 14 de junho de 1963), é um bispo católico espanhol. É bispo diocesano de Leão.

## Biografia
Dom Luis Ángel de las Heras Berzal, CMF, nasceu em Segóvia no dia 14 de junho de 1963. Ingressou no Noviciado Claretiano em 1981 e emitiu os votos perpétuos em 26 de abril de 1986, ano em que se formou em Estudos Eclesiásticos. Cursou a Licenciatura em Ciências da Educação na Pontifícia Universidade de Comillas em Madri. Ao mesmo tempo, foi responsável pela Pastoral Juvenil na então Província Claretiana de Castela.
Recebeu a ordenação sacerdotal em 29 de outubro de 1988. Dedicou-se à pastoral paroquial com adolescentes, jovens problemáticos, marginalizados e viciados em drogas. Foi Mestre de Postulantes, Superior Local e Mestre de Noviços, Vigário Provincial e Prefeito de Estudantes. Nos anos 2004-2007 foi Delegado do Superior para a Formação na Confederação Claretiana das então Províncias de Aragão, Castela e Leon.
Em 2007 foi eleito Prefeito de Espiritualidade e Formação. De 2007 a 2012, foi Vigário Provincial, Prefeito de Estudantes e Postulantes e Professor do Instituto Teológico de Vida Religiosa e do Colégio Regina Apostolorum de Madri. Em seguida, tornou-se Superior Provincial dos Missionários Claretianos da Província de Santiago e presidente da Conferência Espanhola dos Religiosos (CONFER) (2012-2016).
Aos 16 de março de 2016, o Papa Francisco o nomeou Bispo de Mondonhedo-Ferrol e recebeu a ordenação episcopal no dia 7 de maio do mesmo ano. É membro da Comissão Permanente da Conferência Episcopal da Espanha e Presidente da Comissão Episcopal para a Vida Consagrada. 